# Font de la Plaça (Sant Salvador de Toló)
La Font de la Plaça és una obra de Gavet de la Conca (Pallars Jussà) inclosa a l'Inventari del Patrimoni Arquitectònic de Catalunya.

## Descripció
Font d'un sol abeurador, de forma prismàtica, rematat per una cornisa amb una gran ràfec i un pinacle llis amb una bola a l'extrem. Està feta de carreus regulars de pedra i encastada en un mur de pedres irregulars que, treballat com un mur de contenció, divideix la plaça.